# 阿瓦尔卡德坎波斯
阿瓦尔卡德坎波斯，是西班牙卡斯蒂利亚-莱昂帕伦西亚省的一个市镇。 总面积11平方公里，总人口47人（2001年），人口密度4人/平方公里。